# 俄南乡
俄南乡，是中华人民共和国四川省甘孜藏族自治州德格县下辖的一个乡镇级行政单位。

## 行政区划
俄南乡下辖以下地区：
俄南村、真达村、绒加村和马龙村。